# Franz Schröter (Admiral)
Franz Schröter (* 1. Februar 1883 in Jastrow; † 28. Mai 1933 in Berlin) war ein deutscher Marineoffizier, zuletzt Konteradmiral der Reichsmarine.

## Leben
Als Seekadett trat Schröter am 10. April 1899 in die Kaiserliche Marine ein und absolvierte die Grundausbildung auf dem Schulschiff Gneisenau. Als Fähnrich besuchte er 1900/01 die Marineschule, um danach als Leutnant und Oberleutnant zur See auf dem Linienschiff Kaiser Wilhelm II. eingesetzt zu werden. 1905 trat er die Ausreise nach Panama an und diente in der Folgezeit bis April 1907 als Wachoffizier auf dem im Stationsdienst eingesetzten Kleinen Kreuzer Falke. Nach seiner Rückkehr nach Deutschland wurde Schröter zur Verfügung gestellt und kurzzeitig beurlaubt. Vom 27. Mai 1907 bis 30. September 1908 diente er als Adjutant der Inspektion der Küstenartillerie und des Minenwesens. Anschließend wurde Schröter als Kompanieführer zur II. Matrosen-Division versetzt und am 27. Januar 1909 zum Kapitänleutnant befördert. Von seiner Tätigkeit dort wurde er am 9. November 1909 entbunden, zur Verfügung des Chefs der Hochseeflotte bzw. des Chefs der Marinestation der Nordsee gestellt und am 12. Februar 1910 aus dem Dienst verabschiedet.
Zum 28. Oktober 1911 reaktivierte man ihn und verwendete Schröter bis Ende September 1912 als Wachoffizier auf den Linienschiffen Thüringen und Posen sowie 1912/14 als Kompanieführer in der IV. Matrosen-Artillerie-Abteilung. Im Ersten Weltkrieg war er ab 1. August 1914 zugleich auch Kommandant des Forts Grimmershörn der Festung Cuxhaven und später Adjutant der Festungskommandantur Cuxhaven. Ab Juni 1916 wirkte er beim Marinekorps Flandern als Gruppenkommandeur in der Marineküstenfliegerabteilung. In dieser Stellung wurde Schröter am 15. Februar 1918 zum Korvettenkapitän befördert und erhielt für seine Leistungen während des Krieges beide Klassen des Eisernen Kreuzes sowie das Hanseatenkreuz der Stadt Hamburg.
Nach dem Waffenstillstand von Compiègne war Schröter Kommandeur erst der II., dann der IV. Matrosen-Artillerie-Abteilung, wurde am 23. Januar 1919 zur Verfügung des Chefs der Marinestation der Nordsee gestellt und am 22. November 1919 verabschiedet.
Er wurde daraufhin am 31. August 1920 ein weiteres Mal reaktiviert, in die Reichsmarine aufgenommen und zum Kommandeur der Küstenartillerieschule in Wilhelmshaven berufen. Nach Beförderung zum Fregattenkapitän (1924) und zum Kapitän zur See (1926) wurde er schließlich am 30. April 1930 unter Verleihung des Charakters als Konteradmiral aus dem aktiven Dienst verabschiedet.
Seine Grabstätte befindet sich auf dem Südwestkirchhof Stahnsdorf.